# 2013-as öttusa-Európa-bajnokság
A 2013-as öttusa-Európa-bajnokságot a lengyelországi Drzonkówban rendezték 2013. július 11. és július 17. között.

## Eredmények

### Férfiak
| Versenyszám | Arany                                                             | Ezüst                                                                     | Bronz                                                                 |
| Egyéni      | Marosi Ádám                                                       | Kasza Róbert                                                              | Alekszandr Leszun                                                     |
| Csapat      | Magyarország · Demeter Bence · Kasza Róbert · Marosi Ádám         | Franciaország · Jean Maxence Berrou · Christopher Patte · Valentin Prades | Olaszország · Nicola Benedetti · Riccardo De Luca · Pierpaolo Petroni |
| Váltó       | Franciaország · Valentin Belaud · Geoffrey Megi · Valentin Prades | Csehország · Jan Kuf · Ondrej Polivka · Michal Sedlecky                   | Egyesült Királyság · James Cooke · Samuel Curry · Joseph Evans        |

### Női
| Versenyszám | Arany                                                              | Ezüst                                                                      | Bronz                                                         |
| Egyéni      | Földházi Zsófia                                                    | Ganna Buriak                                                               | Anastasiya Spas                                               |
| Csapat      | Egyesült Királyság · Kate French · Samantha Murray · Mhairi Spence | Ukrajna · Ganna Buriak · Irina Hohlova · Viktorija Terescsuk               | Németország · Ronja Doring · Annika Schleu · Lena Schöneborn  |
| Váltó       | Egyesült Királyság · Katy Burke · Kate French · Samantha Murray    | Lengyelország · Oktawia Nowacka · Aleksandra Skarzynska · Katarzyna Wojcik | Németország · Claudia Knack · Annika Schleu · Lena Schöneborn |

### Vegyes
| Versenyszám | Arany                                             | Ezüst                                             | Bronz                                             |
| Váltó       | Ukrajna · Viktorija Terescsuk · Pavlo Timoscsenko | Oroszország · Donata Rimsaite · Alekszandr Leszun | Litvánia · Laura Asadauskaitė · Justinas Kinderis |

## Éremtáblázat
|          | Nemzet             | Arany | Ezüst | Bronz | Összesen |
| 1.       | Magyarország       | 3     | 1     | 0     | 4        |
| 2.       | Egyesült Királyság | 2     | 0     | 1     | 3        |
| 3.       | Ukrajna            | 1     | 2     | 1     | 4        |
| 4.       | Franciaország      | 1     | 1     | 0     | 2        |
| 5.       | Oroszország        | 0     | 1     | 1     | 2        |
| 6.       | Csehország         | 0     | 1     | 0     | 1        |
| 6.       | Lengyelország      | 0     | 1     | 0     | 1        |
| 8.       | Németország        | 0     | 0     | 2     | 2        |
| 9.       | Olaszország        | 0     | 0     | 1     | 1        |
| 9.       | Litvánia           | 0     | 0     | 1     | 1        |
| Összesen | Összesen           | 7     | 7     | 7     | 21       |